# Woudeerdgronden
Een woudeerdgrond is een bodemtype binnen het Nederlandse systeem van bodemclassificatie dat behoort tot de suborde tot de hydroeerdgronden. Woudeerdgronden zijn kalkrijke zavel- en kleigronden met een 30–50 cm dikke, donkere bovengrond (A-horizont) en roestvlekken binnen een halve meter in een grijze, gereduceerde, ondergrond. Vergelijkbare gronden met een dunnere donkere bovengrond worden geclassificeerd als leekeerdgronden. Dit bodemtype komt met name voor in droogmakerijen, in West-Friesland en in het Centrale Woldgebied.
De naam van deze gronden komt van de vele plaatsnamen eindigend op -woud of -wolde. Vroege bodemkarteerders als Cees Edelman zagen een relatie tussen het voorkomen van dit type namen, een bosvegetatie en de donkere bovengrond van de bodem. Volgens latere bodemkundigen als Leen Pons en Arend Clingeborg is de zwarte bovengrond ontstaan door de vertering van een dikke laag veen op een ondergrond bestaande uit zavel of klei. Door baggeren en het opbrengen van kalkrijk materiaal werd dit proces bevorderd.
In de droogmakerijen is de zwarte bovengrond ontstaan uit de vermenging van verslagen veen, dat op de bodem van de plas was afgezet, en de minerale ondergrond. Onder normale omstandigheden zou er in de relatief korte tijd na de drooglegging door bodemvormende processen in de oude zeeklei niet zo een zwarte laag zijn ontstaan.
| Horizont | Diepte   | Omschrijving                                                                                                   |
| -------- | -------- | --- |
| Ahl      | 0–5 cm   | graszode; zeer donker grijze, zeer humeuze, kalkloze, zware zavel                                              |
| Ah2      | 5–40 cm  | zeer donkergrijze, matig humeuze, kalkarme, zware zavel                                                        |
| Cgl      | 40–75 cm | lichtgrijze, humusarme, kalkrijke, uiterst fijnzandige, matig lichte zavel; met roestvlekken                   |
| Cg2      | > 75 cm  | lichtgrijze, humusarme, kalkrijke, uiterst fijnzandige, zeer lichte zavel; met roest en kleine reductievlekken |